# Salganea ternatensis
Salganea ternatensis är en kackerlacksart som beskrevs av Brunner von Wattenwyl 1893. Salganea ternatensis ingår i släktet Salganea och familjen jättekackerlackor.
Artens utbredningsområde är Madagaskar.

## Underarter
Arten delas in i följande underarter:
- S. t. ternatensis
- S. t. hirsuta